# 马德哈特站 (铁路)
马德哈特站是位于印度西孟加拉邦加尔各答郊区的布德盖布德盖支线火车站，距锡尔达火车站约12公里，隶属印度铁路东部铁路区。该站也是锡尔达铁路分区最繁忙的火车站之一，每天有超45次列车经过该站。

## 历史
1890年，东孟加拉铁路公司建造了一条可往返巴利根戈交汇站与驹形丸布德盖布德盖站的1676毫米宽轨铁路。该线路即已途经马德哈特火车站。 
1965-66年，该线路成功配备25千伏交流电架空系统，完成了线路的电气化改造。

## 车站综合体
该站站台养护情况良好，站厅内配有包括供水和盥洗设备在内的许多基础设施。有专门的车道可以通往该车站。